# Room a Thousand Years Wide
Room a Thousand Years Wide è un singolo del gruppo rock statunitense Soundgarden, pubblicato nel 1990 dalla Sub Pop. Una nuova versione del brano apparve l'anno successivo nell'album Badmotorfinger.
La canzone è stata scritta da Matt Cameron e Kim Thayil.

## Tracce
1. Room a Thousand Years Wide – 4:15
2. H.I.V. Baby – 4:58